# アレック・カン
アレック・カン（Alec Kann、1990年8月8日 - ）は、アメリカ合衆国出身のプロサッカー選手。ポジションはGK。メジャーリーグサッカー・FCシンシナティ所属。

## クラブ経歴
2012年3月、ユナイテッドサッカーリーグのチャールストン・バッテリーと契約を結んだ。
2013年3月、メジャーリーグサッカーのシカゴ・ファイアーFCに加入。2014年6月、USLのシャーロット・イーグルスにレンタル移籍。2015年3月、今度はセントルイスFCにレンタル移籍。
2015年再エントリードラフトでスポルティング・カンザスシティに指名された。
2016年12月、エクスパンション・ドラフトでアトランタ・ユナイテッドFCに指名された。